# Kent Carlsson (chính khách)
Kent Carlsson (sinh năm 1962) là một chính khách Đảng Dân chủ Xã hội người Thụy Điển. Ông là thành viên của Riksdag cho khu vực bầu cử Đô thị Stockholm từ năm 1991 cho đến khi qua đời vào năm 1993. Carlsson là đại diện đồng tính công khai đầu tiên tại Riksdag của Thụy Điển.